# St. Magdalena (Mareit)

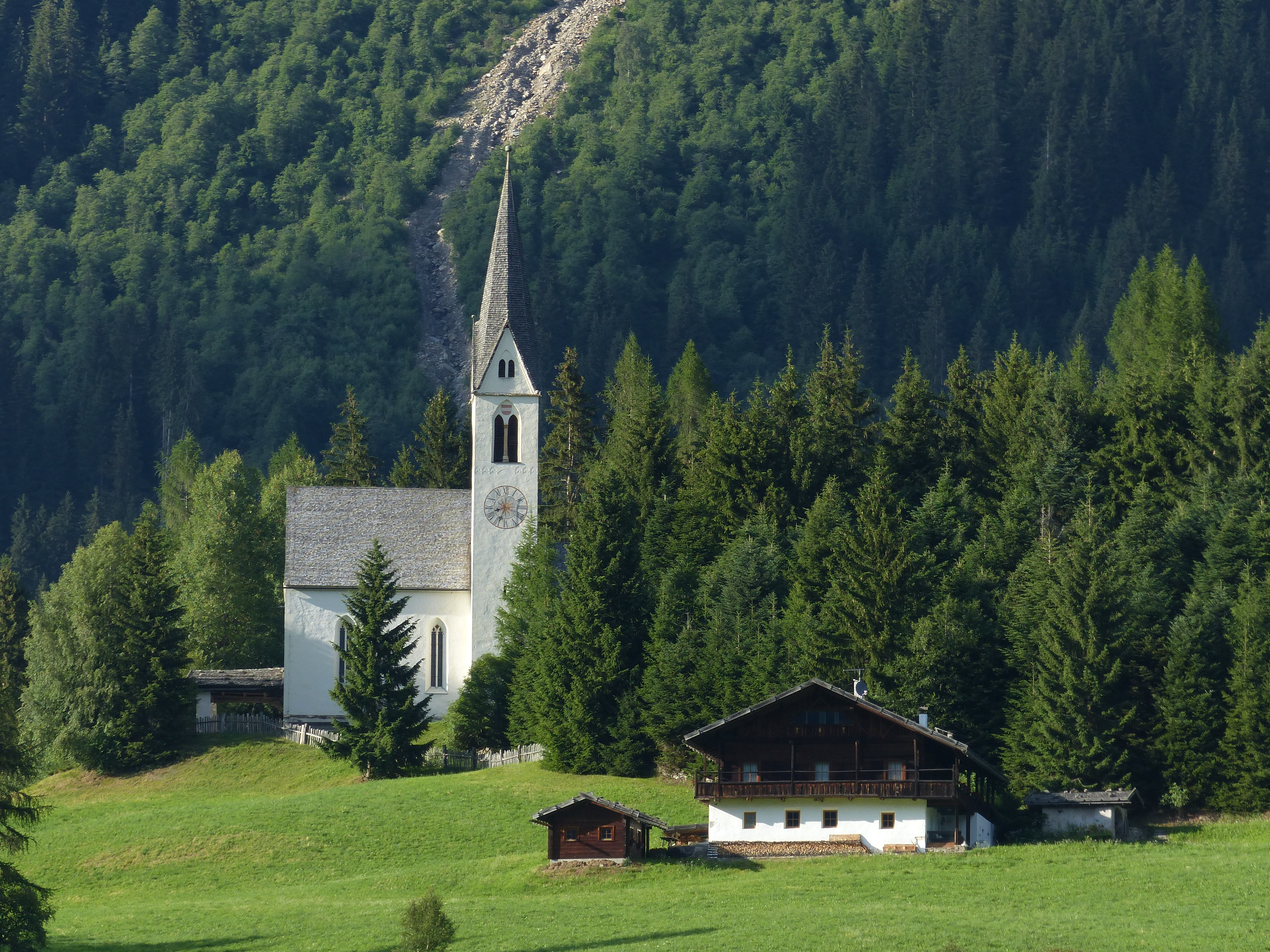
St. Magdalena im Ridnauntal

Die Kirche St. Magdalena auf einem Hügel im Ridnauntal wurde um 1480 von den Schneeberger Knappen erbaut. Die kleine, politisch der Fraktion Ridnaun der Gemeinde Ratschings angehörende, gotische Kirche zählt zur Pfarrgemeinde Mareit. 

## Geschichte
Bereits 1273 wurde hier eine Kapelle in einem Ablassbrief erwähnt. Ab 1390 feierte man in dem nach einem Brand zerstörten und wieder errichteten Gotteshaus wöchentlich eine Heilige Messe. 1480/81 ließen die Knappen aus dem naheliegenden Bergwerk Schneeberg an gleicher Stelle einen größeren, prunkvolleren Bau errichten, der die Blüte des Silberbergwerks und den daher rührenden Reichtum repräsentieren sollte. Der Grund, warum die Knappenkirche der heiligen Magdalena und nicht wie traditionell einer Schutzheiligen der Bergmänner geweiht wurde, ist vermutlich darauf zurückzuführen, dass die Kirche 1480 zwar vollständig verändert, das Patrozinium der Kirche jedoch übernommen wurde.

## Altäre
Als Prunkstück der Knappenkapelle gelten die vier spätgotischen Altäre.
Aus der Zeit der Kirchweihe stammt ein Altar von dem Sterzinger Hans Harder, der mit seiner Magdalenendarstellung ein lokal seltenes Beispiel für einen Einfigurenschrein darstellt.
Der Hochaltar wurde von dem aus Sterzing stammenden Mattheis Stöberl im Jahre 1509 erbaut. Im Schrein ist die Aufnahme der Kirchenpatronin Magdalena in den Himmel dargestellt, die von den hll. Georg (mit Schwert) und Laurentius mit ihren Attributen Schwert und Rost flankiert ist. Zu Füßen der hl. Magdalena befinden sich Figuren der Stifter des Altars in traditioneller Bergmannstracht. Außen an der Predella stellte Stöberl Heilige dar, die auch als Schutzpatrone des Bergbaus gelten, wie etwa die hll. Nikolaus mit den drei goldenen Kugeln, Vitus mit dem Hahn in der Hand, Anna selbdritt, und Erasmus, dessen Martyrium ihn mit dem Bergbau verbindet. Weiters finden sich die hll. Christophorus, Sebastian, einige Pestheilige,  Barbara sowie die Gottesmutter Maria mit zum Friedensgruß erhobener Hand und eine Beweinung Christi. 1861 wurde der Altar neu gefasst.
Zwei spätgotische Seitenaltäre stammen aus dem Jahr 1526.

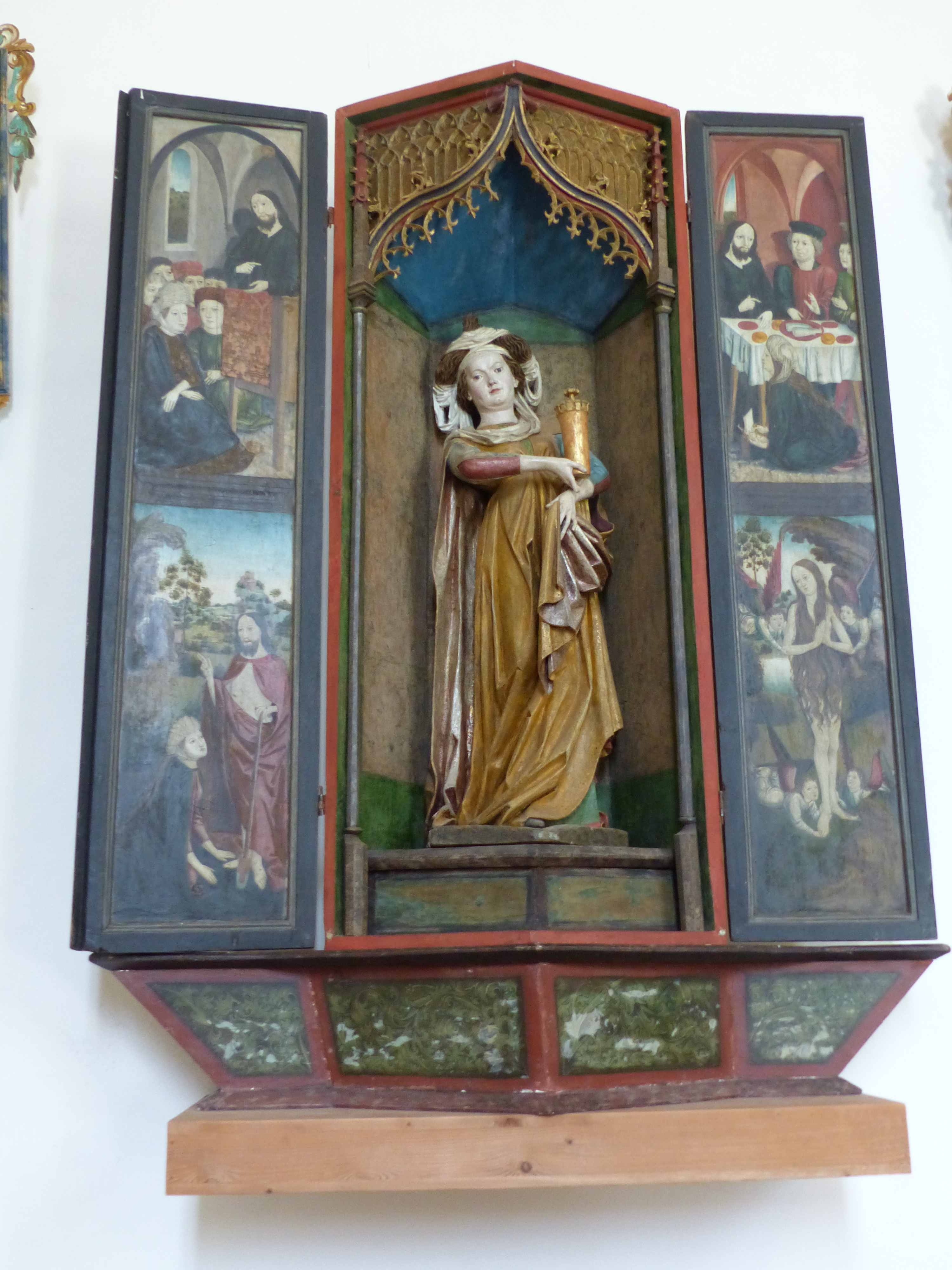
St. Magdalena im Einfigurenschrein von Hans Harder
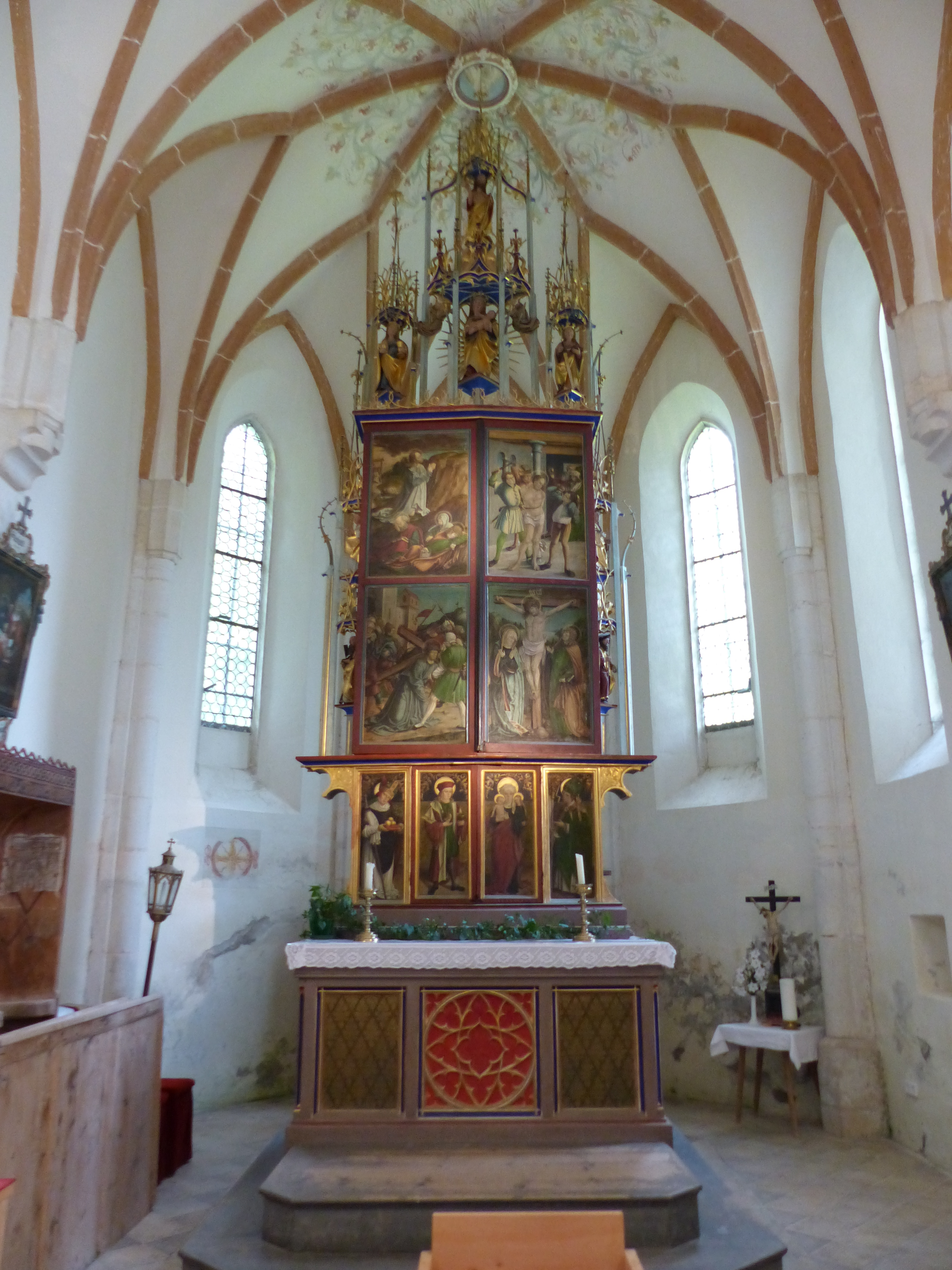
Hochaltar von Mattheis Stöberl
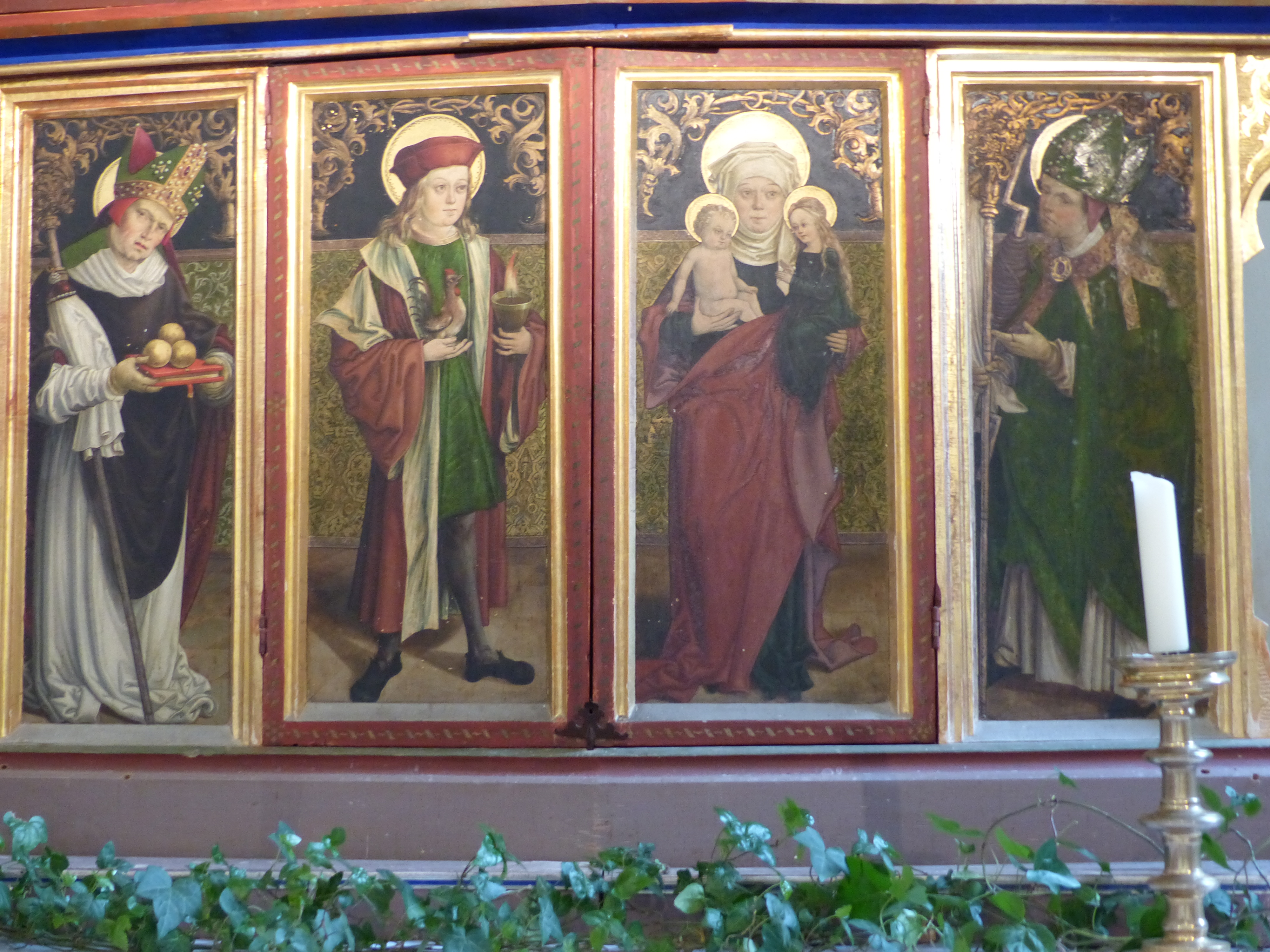
Predella des Hochaltars: Nikolaus von Myra, Vitus, Anna selbdritt und Erasmus
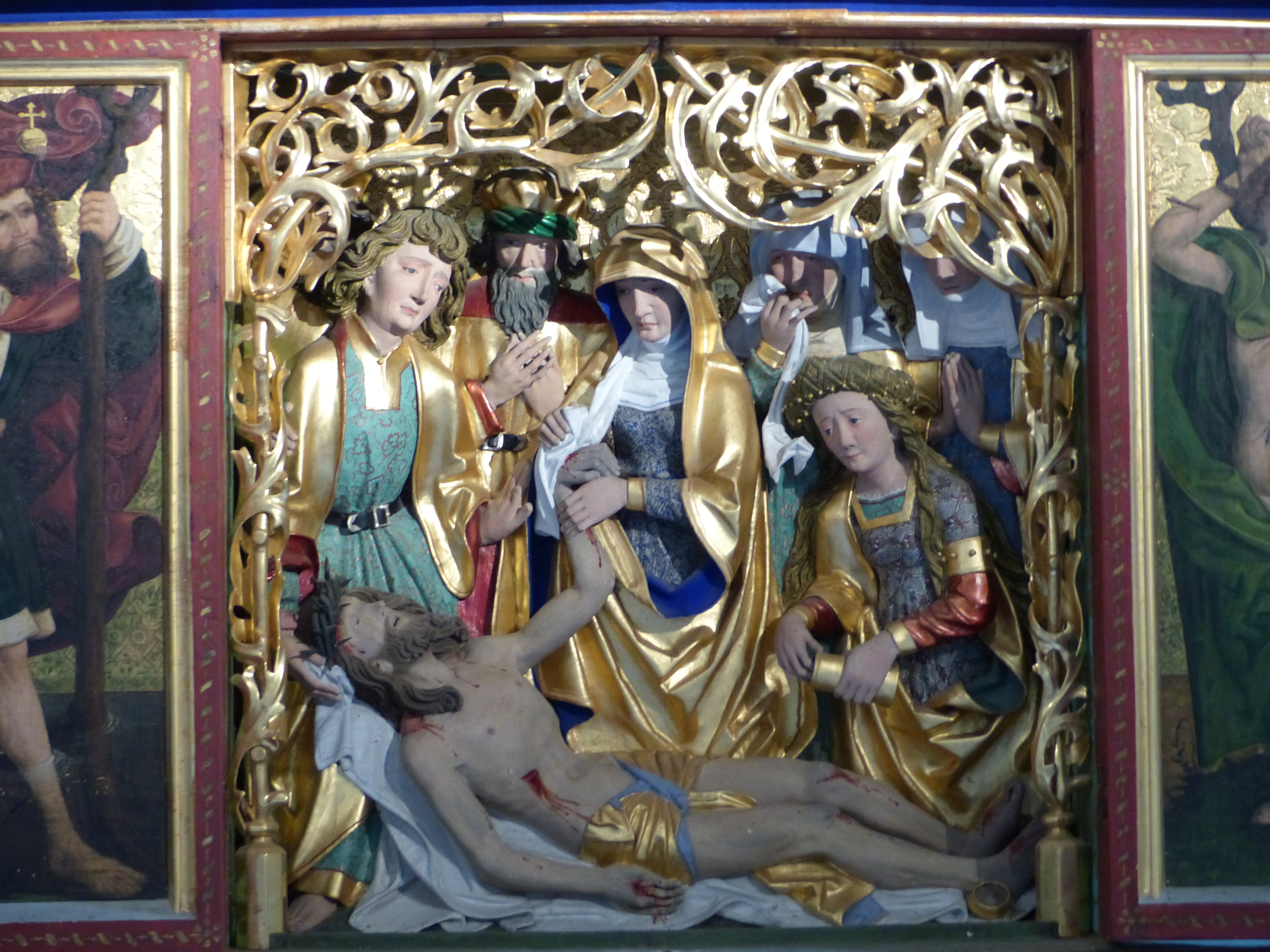
Unteres Relief des Hochaltars: Beweinung Christi
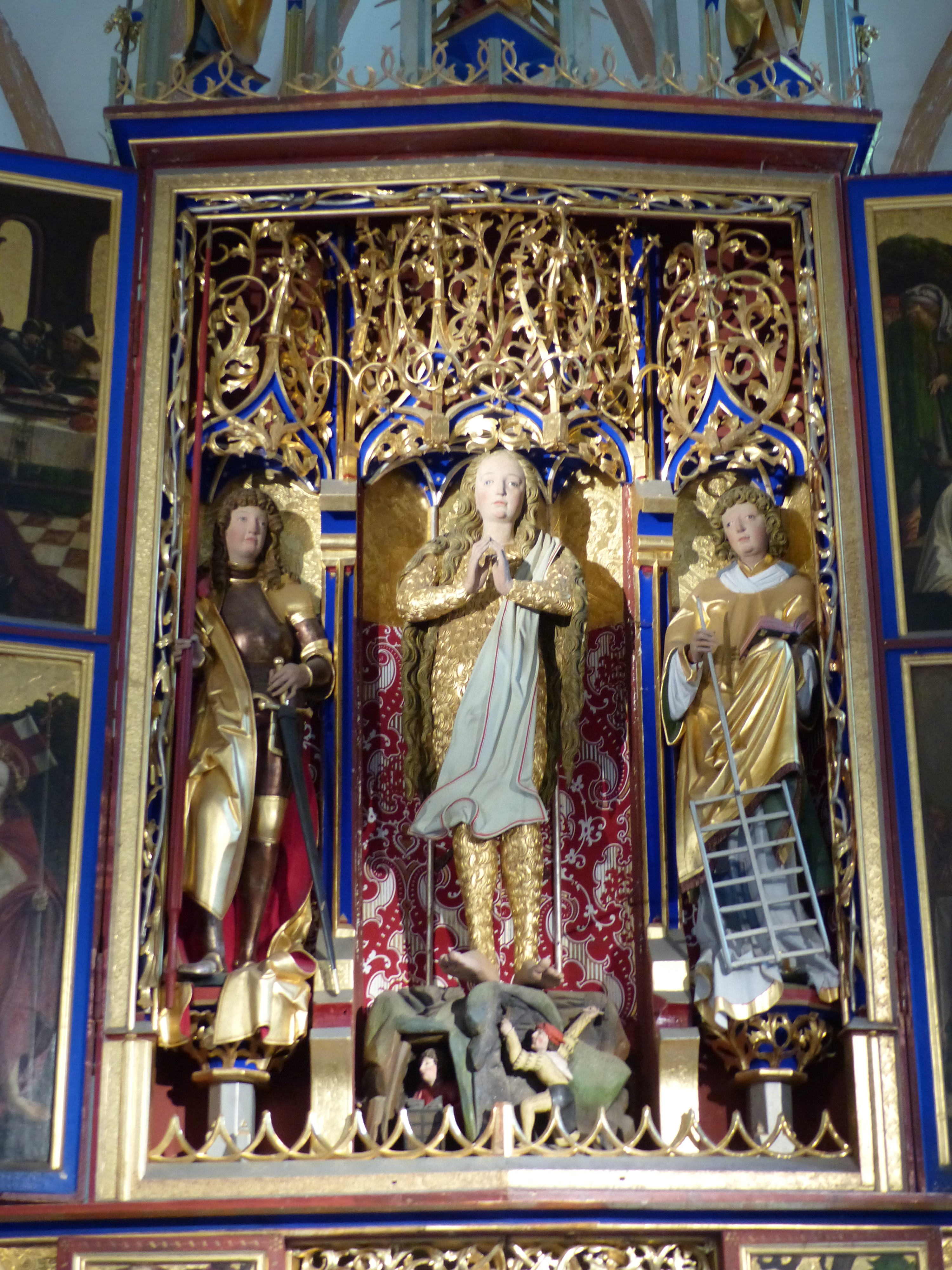
Oberes Relief des Hochaltars: St. Magdalena mit vergoldetem Haarkleid, links Hl. Georg
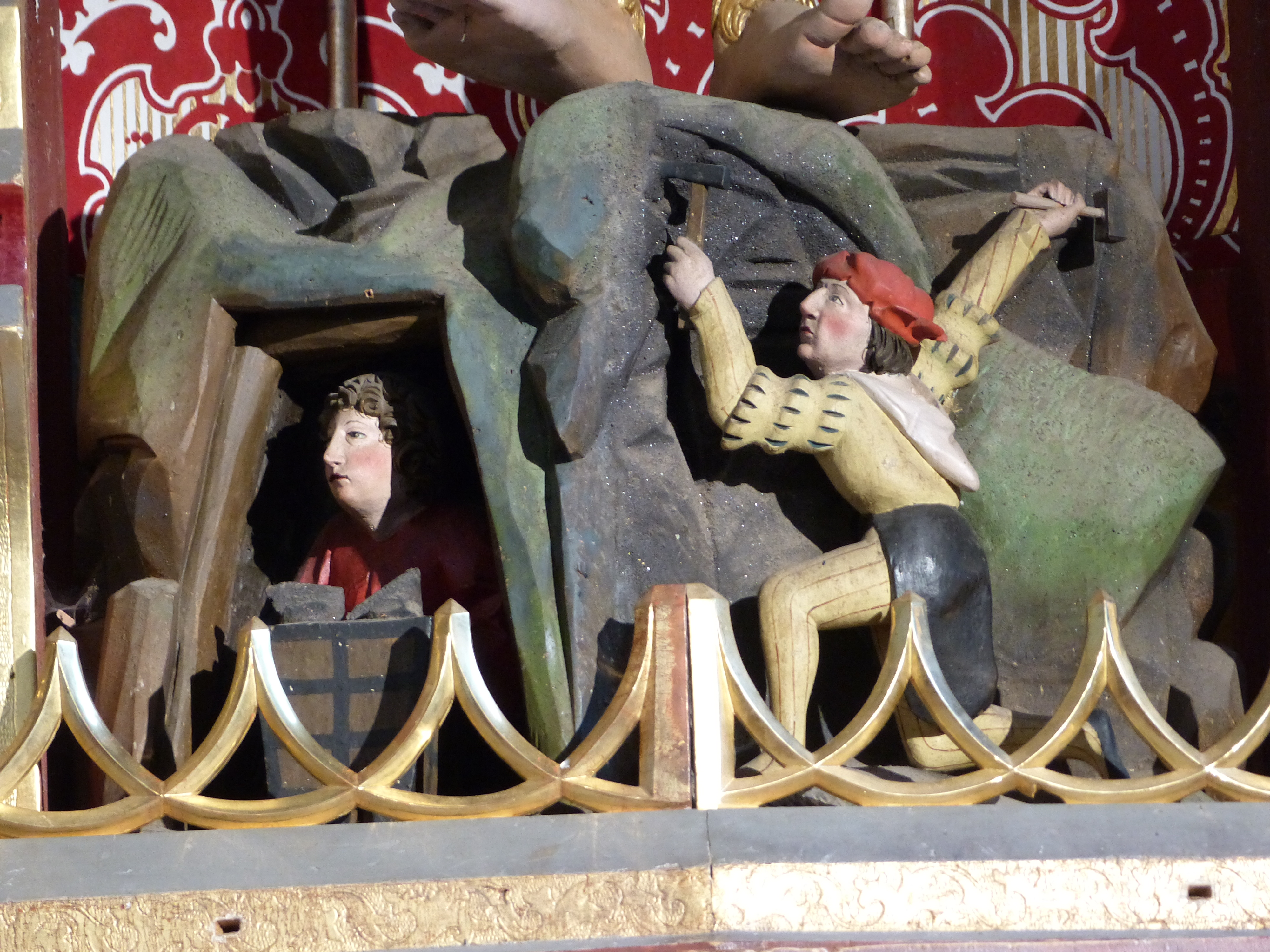
Detail im oberen Hochaltar-Relief: Bergwerksstollen mit zwei Knappen